# Adam Sznitko
Adam Sznitko (* 20. Dezember 1984) ist ein ehemaliger polnischer Radrennfahrer.
Adam Sznitko begann seine internationale Karriere 2006 bei dem Continental Team Nobless. In der nächsten Saison wechselte er zu  Legia-TV4. 2008 gewann er bei der Bałtyk-Karkonosze Tour die vierte Etappe, wurde auf dem sechsten Teilstück Vierter und belegte auch in der Gesamtwertung den vierten Rang hinter dem Sieger Radosław Romanik. In seiner letzten internationalen Saison 2010 fuhr er für das Professional Continental Team CCC Polsat Polkowice. Nach der Saison 2010 beendete er seine Karriere als Radrennfahrer.

## Erfolge
2008
- eine Etappe Bałtyk-Karkonosze Tour

2010
- eine Etappe Tour of Małopolska

## Teams
- 2006 Nobless
- 2007 Legia-TV4
- 2008 Legia
- 2009 Legia-Felt
- 2010 CCC Polsat Polkowice